# Le straordinarie avventure di Pinocchio
Le straordinarie avventure di Pinocchio (The Adventures of Pinocchio) è un film del 1996 diretto da Steve Barron, basato sul romanzo Le Avventure di Pinocchio di Carlo Collodi. 

## Trama
Nel Granducato di Toscana del XIX secolo, in una foresta, un giovane falegname di nome Geppetto è innamorato di una giovane commessa chiamata Leona, che quel giorno sposerà suo fratello, e per lei incide sul tronco di un albero un cuore con le iniziali "G+L". Per questo forte amore, l'albero viene incantato dalla magia. Passano molti anni e Geppetto, vecchio ma abile costruttore di marionette, vive da solo con la sua gatta ed un giorno, mentre cerca legna nel bosco, vede un pezzo di legno staccarsi proprio dall'albero con l'incisione del cuore; Geppetto decide di portare quel ciocco di legno a casa, in paese, per farne una marionetta. La sua creazione ha degli occhi molto belli e poiché viene dal legno di pino decide di chiamarlo "Pinocchio".
Pinocchio prende magicamente vita, e incuriosito dal mondo fugge da casa inseguito dal falegname, finché non viene fermato da Leona, vedova da qualche anno, che regala a Pinocchio un vestito. Due ladruncoli di strada, Volpo e Felinetta, notando la creatura di legno di Geppetto, informano il loro capo, lo spietato burattinaio Lorenzini, che va da Geppetto per acquistare Pinocchio, ma il falegname si rifiuta, già oppresso a venderli quotidianamente le sue creazioni. Durante la conversazione, Pinocchio esce e va in una scuola elementare dove fa la conoscenza di Lucignolo. Pinocchio, imitandolo, lo picchia e accampa delle scuse al maestro, ma essendo bugie, gli si allunga il naso in modo spropositato danneggiando l'aula. Quando Pinocchio ammette la sua colpa e dice la verità, il naso gli torna normale, ma il Maestro lo caccia dalla scuola.
In seguito, Pinocchio combina un disastro in una pasticceria, per cui intervengono i carabinieri che arrestano Geppetto. Scampato alle guardie, Pinocchio incappa un Grillo Parlante di nome Pepe, che gli fa conto delle sue cattive azioni e quindi si offre di aiutarlo a renderlo un bravo ragazzo. Subito dopo, Pinocchio è acciuffato dai carabinieri e, assieme a Geppetto, è condotto in tribunale. La multa per il danno combinato da Pinocchio è salata, per cui Geppetto deve espiare la pena in prigione; Lorenzini si offre di pagare la multa, ma solo se in cambio avrà Pinocchio, e Geppetto acconsente anche se riluttante, auspicando per il suo ragazzo una vita migliore. Pinocchio dunque passa a Lorenzini che lo inserisce nei suoi spettacoli di marionette. Per l'aumento degli incassi dovuti a Pinocchio, Lorenzini lo premia regalandogli cinque monete d'oro. Pepe però avverte Pinocchio che Lorenzini non gli vuole bene, ma lo tiene soltanto per interesse. Pinocchio pertanto decide di fuggire e porta con sé due belle marionette di Geppetto destinate al fuoco e causando, nel contempo, un incendio nel teatro. Lorenzini gli giura vendetta e manda Volpo e Felinetta a cercarlo.
Geppetto, nel frattempo, ritrova le sue marionette salve e, capendo che è stato Pinocchio, decide di andare in sua ricerca con l'aiuto di Leona. Pinocchio intanto si è rifugiato in un monastero. Volpo e Felinetta lo trovano e attratti dalle monete decidono di derubarlo, dicendogli che deve sotterrare le monete e attendere un'ora così che nasca un albero di miracoli: Pinocchio obbedisce ingenuamente. Pepe rimprovera Pinocchio per avere creduto ai due briganti dicendogli che i miracoli non crescono sugli alberi, ma avvengono soltanto nel cuore. Pinocchio non capisce e, quando passa l'ora, scopre che è stato ingannato e derubato, rimanendoci male.
Subito dopo, Pinocchio si imbatte in un carro trainato da somari pieno di bambini, tra cui Lucignolo, che invita Pinocchio a venire con lui a Terra Magica. Geppetto e Leona, notando a distanza Pinocchio salire sul carro, tentano di seguirlo ma senza successo in quanto la carrozza attraversa un passaggio segreto dietro una cascata che trascina via il cappello di Pinocchio fino alla spiaggia dove arriva il falegname, il quale decide di partire su una barchetta per ritrovarlo. Pinocchio intanto arriva a Terra Magica, dove i bambini si divertono a fare i monelli. Il parco in realtà è una trappola di Lorenzini, che trasforma i bambini in somari per poi venderli grazie all'acqua magica che sgorga in un tratto delle montagne russe. Lucignolo e gli altri si trasformano in asini mentre a Pinocchio crescono solo le orecchie (essendosi poco prima bucherellato a causa di un incidente al tirassegno) che vengono in seguito staccate da Lorenzini quando la marionetta apre le stalle. Pinocchio cerca di impedire ai restanti ragazzi di salire sulle montagne russe, ma nessuno gli crede. Lucignolo quindi calcia Lorenzini facendolo cadere nell'acqua, e egli inizia a trasformarsi in un mostro marino.
Lorenzini fugge in mare e i bambini e gli asini fuggono dal parco. Pinocchio, insieme a Pepe e Lucignolo, incontra Leona, che lo informa della partenza di Geppetto. Così, anche Pinocchio e Pepe partono su una barchetta per ritrovare Geppetto, ma vengono ingoiati da Lorenzini, ora tramutato in una gigantesca balena. Nel ventre del mostro, Pinocchio si ricongiunge a Geppetto. Insieme, Geppetto e Pinocchio si arrampicano per scappare, ma giunti allo stretto esofago, Geppetto intima al figlio di abbandonarlo per salvarsi. Pinocchio comincia allora a mentire su come odi suo padre, e il suo naso si allunga, allargare l'esofago. Tuttavia, il naso si spezza e trafigge la gola del mostro, il quale tossice Geppetto, Pinocchio e Pepe fuori dal suo corpo, e poi affonda in mare.
Giunti alla spiaggia, Pinocchio ammette il suo rincrescimento per non essere affatto un bravo bambino. Geppetto afferma che non gli importa e che sarà sempre il suo amato figlio. Con questa dichiarazione di profondo amore, Pinocchio si trasforma finalmente in un ragazzo vero in carne ed ossa. Pepe, avendo concluso il suo lavoro di guida, leva i battenti augurando a Pinocchio una felice vita. Sulla via per casa, il gruppo incappa in Felinetta e Volpo, e Pinocchio si vendica mandandoli con l'inganno a bere l'acqua di Terra Magica, che li tramuta in una gatta e un volpone. Geppetto e Leona si mettono insieme, mentre Lucignolo e gli altri asini riescono a tornare umani.

## Sequel
Nel 1999 è stato realizzato un sequel per il mercato home video: Il mondo è magia - Le nuove avventure di Pinocchio, diretto da Michael Anderson.

## Riconoscimenti
- 1997 - Saturn Award
  - Candidatura per il miglior film fantasy
  - Candidatura per il miglior attore emergente a Jonathan Taylor Thomas
- 1997 - Young Artist Awards
  - Miglior voce fuori campo giovanile a Jonathan Taylor Thomas